# 馬賽-福斯港
馬賽-福斯港（法語：Port de Fos-Marseille）是位於法國南部地中海沿岸的一座港口，正式名稱是馬賽大海港，港口分為兩個港區，分別位於馬賽和濱海福斯。港口於1840年代開始修建。